# اپیخارموس
اپیخارموس (به یونانی باستان:Ἐπίχαρμος) شاعر و نمایشنامه‌نویس یونانی و بنیان‌گذار کمدی یونان بود که مابین سال‌های ۵۴۰ تا ۴۵۰ قبل از میلاد مسیح می زیست و حدود ۹۰ سال عمر کرد.
او علاوه بر این که در ادبیات دستی داشت، یک فیلسوف فیثاغوری و احتمالاً یک پزشک نیز بود. وی در جزیره جزیره کس به دنیا آمد اما مدتی در مگارا و سیسیل زندگی کرد و از ۴۸۴ قبل از میلاد نیز در سیراکیوز اقامت داشت.
انیوس شاعر یونانی، یکی از اشعار فلسفی خود را به او اختصاص داده است.